# Fendlera rupicola
Fendlera rupicola, es un arbusto que crece en lugares secos en las regiones montañosas centrales del sur de América del Norte.

## Descripción
Es un arbusto de hoja caduca que alcanza un tamaño de uno a tres metros de altura. Las ramas son difíciles y enjutas, de color gris con la corteza arrugada. Las hojas son opuestas, oblongas, enteras, gruesas y retorcidas, con tres venas. Las flores de color blanco cremoso abren al final de ramas cortas, ya sea en solitario o en grupos de hasta tres. Los cuatro sépalos son de color púrpura, los cuatro pétalos se estrechan en una garra en la base. Los frutos son cápsulas que permanecen en la planta por un largo tiempo.

## Distribución
Esta especie se encuentra en zonas montañosas de Texas, Nuevo México, Colorado, Utah y Arizona y la zona norte de México. Es común en la región del Trans-Pecos y también se encuentra en las Montañas Davis, la Sierra de Chisos y las Montañas de Guadalupe.

## Hábitat
Fendlera rupicola normalmente crece en condiciones semiáridas con Bouteloua gracilis en comunidades dominadas por los pinos piñoneros y los enebros. Se encontró que crecen en las laderas rocosas secas, en los desiertos y en las mesetas. A menudo crece en asociación con Juniperus monosperma, Juniperus deppeana, el piñón Pinus edulis, roble gris (Quercus grisea), Rhus trilobata, Cercocarpus breviflorus y Purshia tridentata.

## Los usos tradicionales
Los indios navajos utilizan una infusión de la corteza interna de esta planta cuando han tragado hormigas., para matar los piojos, como purgante, y utilizan la madera de esta planta para fabricar ejes de las flechas.

## Taxonomía
Fendlera rupicola fue descrita por Asa Gray y publicado en Smithsonian Contributions to Knowledge 3(5): 77–78, pl. 5. 1852.
Sinonimia
- Fendlera rupicola var. lindheimeri A.Gray[8]